# NGC 3734
NGC 3734 је спирална галаксија у сазвежђу Пехар која се налази на NGC листи објеката дубоког неба.
Деклинација објекта је - 14° 4' 52" а ректасцензија 11h 34m 40,6s. Привидна величина (магнитуда) објекта NGC 3734 износи 13,9 а фотографска магнитуда 14,7. NGC 3734 је још познат и под ознакама MCG -2-30-6, NPM1G -13.0333, PGC 35773.